# Akira Mutuura
Akira Mutuura (Mutsuura, Akira (六浦晃)) (Japan, 1 juni 1923 – Ottawa, 21 december 2004) was een Japanse entomoloog.
Na het behalen van zijn doctoraat aan de Kyushu Universiteit in 1961, werkte hij in 1963 en 1964 voor het Department of Agriculture in Ottawa. Op 28 juli 1964 kreeg hij als kenner van de Crambidae (grasmotten) een vaste betrekking bij het Entomology Research Institute of Canada, Department of Agriculture. Hij publiceerde diverse wetenschappelijke artikelen over de Crambidae, vaak samen met Eugene Gordon Munroe. In januari 1987 ging hij met pensioen. Hij overleed op 81-jarige leeftijd in Ottawa. Hij was getrouwd en had drie kinderen.
- CiNii: DA01527650
- International Standard Name Identifier: 0000 0000 7397 7673
- Library of Congress Control Number: n91109621
- Nederlandse Thesaurus van Auteursnamen: 182475697
- Réseau des bibliothèques de Suisse occidentale: 02-A005705503
- Virtual International Authority File: 1655810
- WorldCat: E39PBJpdQh3R9HBdB8C4BFkVYP